# Lista de ministros da Pesca e Aquicultura do Brasil
Esta é uma lista de Ministério da Pesca e Aquicultura do Brasil.

## Nova República(6ª República)
| Nº      | Nome                            | Órgão                                      | Início do mandato       | Fim do mandato          | Presidente                |
| ------- | ------------------------------- | ------------------------------------------ | ----------------------- | ----------------------- | ------------------------- |
| 1       | José Fritsch                    | Secretaria Especial de Aquicultura e Pesca | 1 de janeiro de 2003    | 3 de abril de 2006      | Luiz Inácio Lula da Silva |
| 2       | Altemir Gregolin                | Secretaria Especial de Aquicultura e Pesca | 3 de abril de 2006      | 26 de junho de 2009     | Luiz Inácio Lula da Silva |
| 2       | Altemir Gregolin                | Ministério da Pesca e Aquicultura          | 26 de junho de 2009     | 31 de dezembro de 2010  | Luiz Inácio Lula da Silva |
| 3       | Ideli Salvatti                  | Ministério da Pesca e Aquicultura          | 1 de janeiro de 2011    | 10 de junho de 2011     | Dilma Rousseff            |
| 4       | Luiz Sérgio Nóbrega de Oliveira | Ministério da Pesca e Aquicultura          | 10 de junho de 2011     | 29 de fevereiro de 2012 | Dilma Rousseff            |
| 5       | Marcelo Crivella                | Ministério da Pesca e Aquicultura          | 29 de fevereiro de 2012 | 17 de março de 2014     | Dilma Rousseff            |
| 6       | Eduardo Lopes                   | Ministério da Pesca e Aquicultura          | 17 de março de 2014     | 1 de janeiro de 2015    | Dilma Rousseff            |
| 7       | Helder Barbalho                 | Ministério da Pesca e Aquicultura          | 1 de janeiro de 2015    | 1 de outubro de 2015    | Dilma Rousseff            |
| Extinto | Extinto                         | Extinto                                    | 1 de outubro de 2015    | 1 de outubro de 2015    | Dilma Rousseff            |